# Slalomeuropamästerskapen i kanotsport 2006
Slalomeuropamästerskapen i kanotsport 2006 anordnades den 30 juni-2 juli i L'Argentière-la-Bessée, Frankrike. 

## Medaljsummering

### Medaljtabell
| Pl.    | Nation    | Guld | Silver | Brons | Totalt |
| ------ | --------- | ---- | ------ | ----- | ------ |
| 1      | Tyskland  | 3    | 2      | 2     | 7      |
| 2      | Slovakien | 2    | 3      | 0     | 5      |
| 3      | Frankrike | 2    | 1      | 2     | 5      |
| 4      | Slovenien | 1    | 0      | 0     | 1      |
| 5      | Tjeckien  | 0    | 1      | 3     | 4      |
| 6      | Polen     | 0    | 1      | 0     | 1      |
| 7      | Italien   | 0    | 0      | 1     | 1      |
| Totalt | Totalt    | 8    | 8      | 8     | 24     |

### Herrar
| Gren    | Guld                                                                                           | Poäng  | Silver | Poäng  | Brons                                                                                                   | Poäng  |
| C-1     | Tony Estanguet (FRA)                                                                           | 221,24 | Michal Martikán (SVK)                                                                                        | 224,82 | Tomáš Indruch (CZE)                                                                                     | 225,96 |
| C-1 lag | Tyskland Stefan Pfannmöller Nico Bettge Jan Benzien                                            | 252,06 | Slovakien Michal Martikán Juraj Minčík Alexander Slafkovský                                                  | 256,09 | Tjeckien Tomáš Indruch Jan Mašek Stanislav Ježek                                                        | 257,23 |
| C-2     | Frankrike Martin Braud Cédric Forgit                                                           | 237,51 | Slovakien Pavol Hochschorner Peter Hochschorner                                                              | 237,91 | Tyskland Kay Simon Robby Simon                                                                          | 238,73 |
| C-2 lag | Tyskland Felix Michel & Sebastian Piersig David Schröder & Frank Henze Kay Simon & Robby Simon | 265,50 | Frankrike Philippe Quemerais & Yann Le Pennec Martin Braud & Cédric Forgit Christophe Luquet & Pierre Luquet | 269,69 | Tjeckien Marek Jiras & Tomáš Máder Jaroslav Volf & Ondřej Štěpánek Jaroslav Pospíšil & Jaroslav Pollert | 271,50 |
| K-1     | Fabian Dörfler (GER)                                                                           | 211,61 | Erik Pfannmöller (GER)                                                                                       | 212,09 | Diego Paolini (ITA)                                                                                     | 212,73 |
| K-1 lag | Slovenien Peter Kauzer Dejan Kralj Jure Meglič                                                 | 241,14 | Polen Grzegorz Polaczyk Henryk Polaczyk Dariusz Popiela                                                      | 242,41 | Tyskland Fabian Dörfler Alexander Grimm Erik Pfannmöller                                                | 242,85 |

### Damer
| Gren    | Guld                                                      | Poäng  | Silver                                                       | Poäng  | Brons                                                  | Poäng  |
| K-1     | Elena Kaliská (SVK)                                       | 237,11 | Jennifer Bongardt (GER)                                      | 238,34 | Mathilde Pichery (FRA)                                 | 238,86 |
| K-1 lag | Slovakien Elena Kaliská Jana Dukátová Gabriela Stacherová | 277,24 | Tjeckien Štěpánka Hilgertová Irena Pavelková Marie Řihošková | 281,31 | Frankrike Mathilde Pichery Aline Tornare Marie Gaspard | 283,26 |